# Coëtmieux
Coëtmieux (en bretó Koedmaeg, gal·ló Coétmioec) és un municipi francès, situat a la regió de Bretanya, al departament de Costes del Nord. L'any 2005 tenia 1.575 habitants.

## Demografia
| 1962                                       | 1968 | 1975 | 1982 | 1990 | 1999 | 2004 | 2006 |
| ------------------------------------------ | ---- | ---- | ---- | ---- | ---- | ---- | ---- |
| 606                                        | 624  | 874  | 1041 | 1236 | 1253 | 1521 | 1585 |
| Des de 1962: població sense dobles comptes |      |      |      |      |      |      |      |

## Administració
| Període   | Identitat       | Partit |
| --------- | --------------- | ------ |
| 2001-2008 | Paul Revel      |        |
| 2008-     | Dominique Tirel |        |